# Cephalotaxus lanceolata
Espèce
Synonymes
- Cephalotaxus fortunei var. lanceolata (K.M.Feng ex C.Y.Cheng W.C.Cheng & L.K.Fu) Silba[1]

Statut de conservation UICN

 EN A2cd; B1ab(iii)+2ab(iii) : En danger
Cephalotaxus lanceolata est une espèce de plantes de la famille des Taxodiaceae.

## Publication originale
- Acta Phytotaxonomica Sinica 13(4): 86, pl. 50, f. 1. 1975.